# Echinocereus schmollii

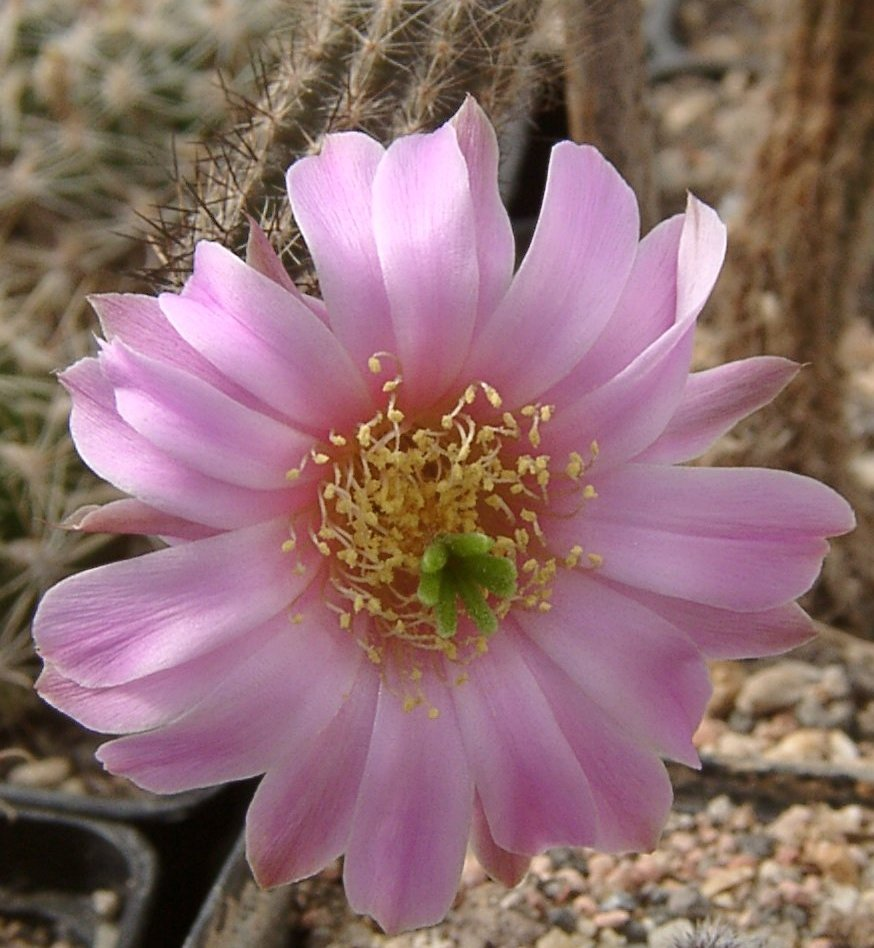
Blüte

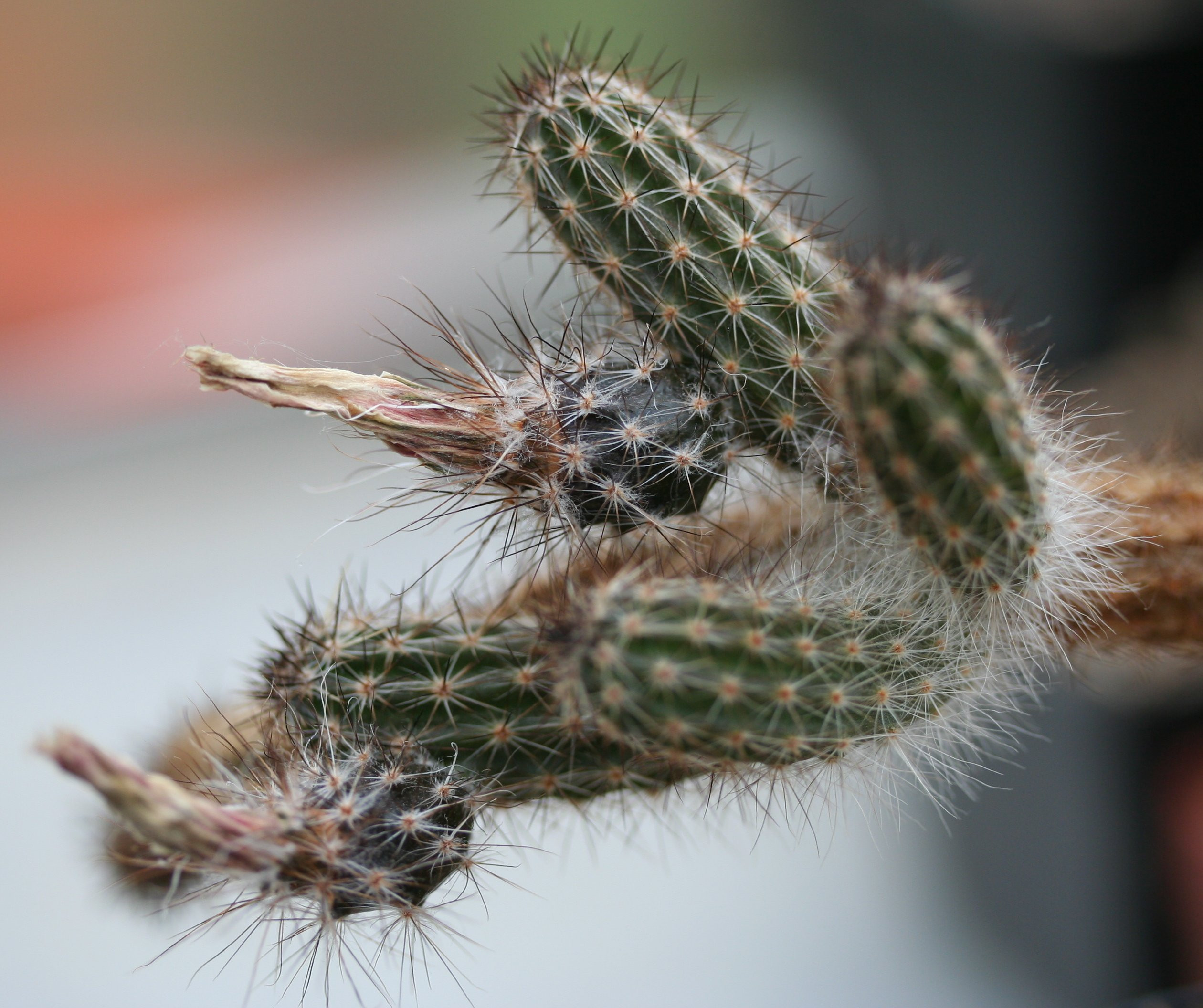
Reife Früchte

Echinocereus schmollii ist eine Pflanzenart in der Gattung Echinocereus aus der Familie der Kakteengewächse (Cactaceae). Das Artepitheton schmollii ehrt den deutschen Künstler und Kakteensammler Ferdinand Schmoll (1879–1950).

## Beschreibung
Echinocereus schmollii wächst meist einzeln mit zylindrischen, etwas purpurfarbenen bis schwärzlichen Trieben, die bei Durchmessern von 1 Zentimeter Längen von bis zu 25 Zentimeter erreichen. Ihre Wurzeln sind etwas verdickt. Es sind neun bis zehn gerundete Rippen vorhanden, die gehöckert sind. Die bis zu 35 haarartigen Dornen sind mehr oder weniger rosafarben und geben den Trieben ein wolliges Aussehen. Sie werden weiß oder dunkler und sind bis zu 7 Millimeter lang.
Die trichterförmigen Blüten sind leuchtend rosafarben und erscheinen in der Nähe der Triebspitzen. Sie sind 3 bis 5 Zentimeter lang und erreichen einen Durchmesser von bis zu 6 Zentimeter. Die ei- bis kugelförmigen, saftigen Früchte sind leicht purpurgrün gefärbt.

## Systematik, Verbreitung und Gefährdung
Echinocereus schmollii ist im mexikanischen Bundesstaat Querétaro verbreitet.
Die Erstbeschreibung als Cereus schmollii wurde 1931 durch Wilhelm Weingart veröffentlicht. Nigel Paul Taylor stellte die Art 1985 in die Gattung Echinocereus. Ein nomenklatorisches Synonym ist Wilcoxia schmollii (Weing.) F.M.Knuth (1936). Die Art gehört zur Sektion Wilcoxia.
Echinocereus schmollii wird in Anhang I des Washingtoner Artenschutz-Übereinkommens geführt. In der Roten Liste gefährdeter Arten der IUCN wird die Art als „Endangered (EN)“, d. h. als stark gefährdet geführt.

## Nachweise